# Воррен Бондо
Воррен П'єр Бондо (фр. Warren Pierre Bondo, нар. 15 вересня 2003, Еврі, Франція) — французький футболіст конголезького походження, центральний півзахисник італійського «Мілана».

## Ігрова кар'єра

### Клубна
У 2018 році Бондо приєднався до молодіжного складу клубу «Нансі». У серпні 2019 року футболіст підписав з клубом професійний контракт і став наймолодшим гравцем в історії клубу за весь час, з яким був підписаний контракт. 24 листопада 2020 року у матчі Другого дивізіону проти «Гренобля» Бондо дебютував в першій команді «Нансі».
За результатами сезону 2021/22 «Нансі» вилетів до Національного чемпіонату і Бондо вирішив не продовжувати контракт з клубом. Вже в липні футболіст на правах вільного агента перейшов до італійського клубу «Монца», який щойно підвищився до вищого дивізіону, підписавши з клубом контракт на три роки. 30 серпня у виїзному матчі в Римі проти «Роми» Бондо зіграв першу гру в чемпіонаті Італії.
Другу поливну сезону 2022/23 Бондо грав в оренді в клубі «Реджина». До літа футболіст провів лише три матчі.
В лютому 2025 року півзахисник перейшов до «Мілана», з яким підписав контракт до літа 2029 року.

### Збірна
У червні 2022 року Воррен Бондо брав участь у юнацькому чемпіонаті Європи (U-19), де команда Франції дійшла до півфіналу турніру.